# Congregação dos Sagrados Corações de Jesus e Maria
A Congregação dos Sagrados Corações de Jesus e Maria e da Adoração Perpétua do Santíssimo Sacramento do Altar é um instituto religioso católico romano de irmãos, sacerdotes e monjas. Os padres da Congregação dos Sagrados Corações de Jesus e Maria também são conhecidos como Padres de Picpus, porque sua primeira casa foi na Rue de Picpus, em Paris, França. Suas letras pós-nominais, SS. CC, são as iniciais em latim de Sacrorum Cordium, "dos Corações Sagrados". (As letras são dobradas para indicar que ambas as palavras são plurais, uma convenção de abreviações em latim).

## Início na Revolução Francesa
A Congregação dos Sagrados Corações de Jesus e Maria surgiu em meio ao levante religioso causado pela Revolução Francesa. Em março de 1792, o francês Pedro Coudrin foi secretamente ordenado presbítero. Em maio seguinte, o padre Coudrin se escondeu no sótão do celeiro do Chateau d'Usseau e ficou confinado ali por seis meses para escapar da perseguição do governo aos padres católicos que se recusaram a aceitar a Constituição Civil do Clero. Certa noite, durante seu tempo no esconderijo, Coudrin teve uma visão de si mesmo cercado por um grupo de sacerdotes, irmãos e irmãs iluminados, vestidos com roupas brancas, que ele tomou como seu chamado para estabelecer um instituto religioso que seria a Congregação dos Sagrados Corações de Jesus e Maria. Coudrin deixou o celeiro e começou seu ministério clandestino em Poitiers, esperando a oportunidade de iniciar seu grupo. Durante seu ministério clandestino em 1794, Coudrin conheceu Henriqueta Aymer de Chevalerie. Ela fora presa por esconder um padre. Ao ser libertada, ela contou a Coudrin uma visão que ela tinha na prisão, chamando-a para servir a Deus. Coudrin e Henriqueta Aymer de Chevalerie compartilharam entre si suas visões de criar um instituto religioso em meio ao perigo para os católicos romanos na França.

## Estabelecendo a Congregação
Na véspera de Natal de 1800, apesar de saber que poderiam enfrentar a guilhotina por suas ações, o padre Coudrin e Henriqueta Aymer de Chevalerie estabeleceram oficialmente a Congregação dos Sagrados Corações de Jesus e Maria.
Em 1817, a Congregação foi formalmente aprovada pelo Papa como um instituto único composto por um ramo masculino e feminino de religiosos e um ramo leigo.
Os membros originais da Congregação dos Sagrados Corações de Jesus e Maria fundaram novas escolas para crianças pobres, seminários para ajudar a aumentar o sacerdócio de seu instituto e missões paroquiais em toda a Europa. Em 1825, a evangelização das Ilhas Sandwich no Pacífico foi confiada pela Santa Sé à Congregação dos Sagrados Corações, e no ano seguinte o primeiro grupo de missionários dos Sagrados Corações deixou a França. Na época da morte do padre Coudrin, em 1837, a Congregação dos Sagrados Corações de Jesus e Maria tinha 276 sacerdotes e irmãos e 1125 irmãs.
Em 1840, os Irmãos fundaram uma casa em Lovaina, Bélgica. Os Irmãos se estabeleceram na Espanha (1880), na Holanda (1892), na Inglaterra (1894) e nos Estados Unidos (1905).
As irmãs, que concentraram suas energias na educação, foram para o Chile em 1838 e para o Peru em 1848. Eles também começaram as fundações em Honolulu em 1859 e no Equador em 1862. Casas adicionais foram fundadas na Espanha (1881), Bélgica (1894), Inglaterra (1895), Holanda (1803) e Estados Unidos (1908).
A Congregação está presente na Irlanda desde 1948 e no Reino Unido desde 1956.

## Missão nas ilhas do Pacífico

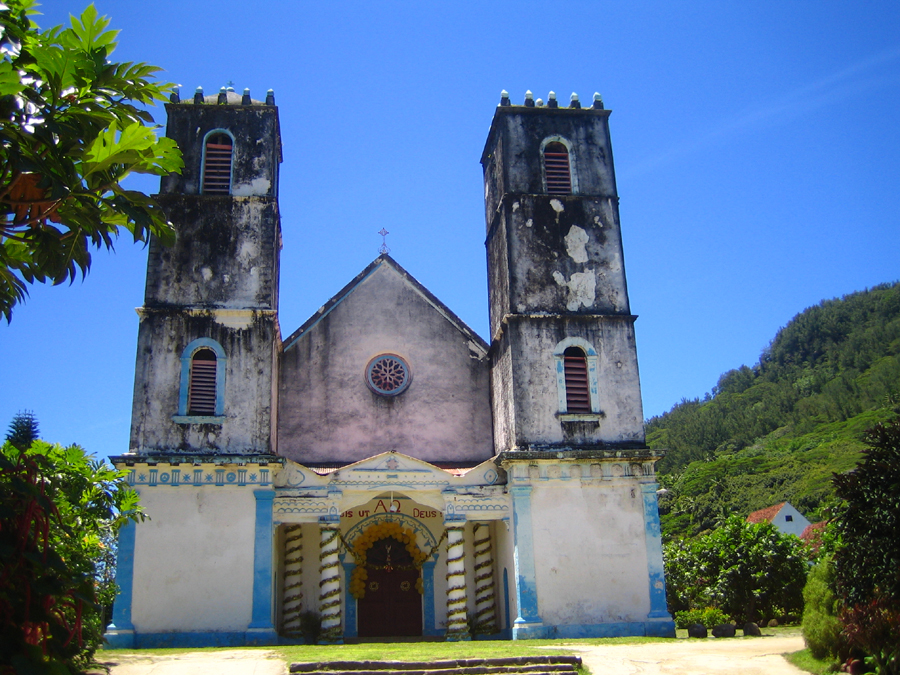
Catedral de São Miguel em Rikitea antes da renovação em 2006

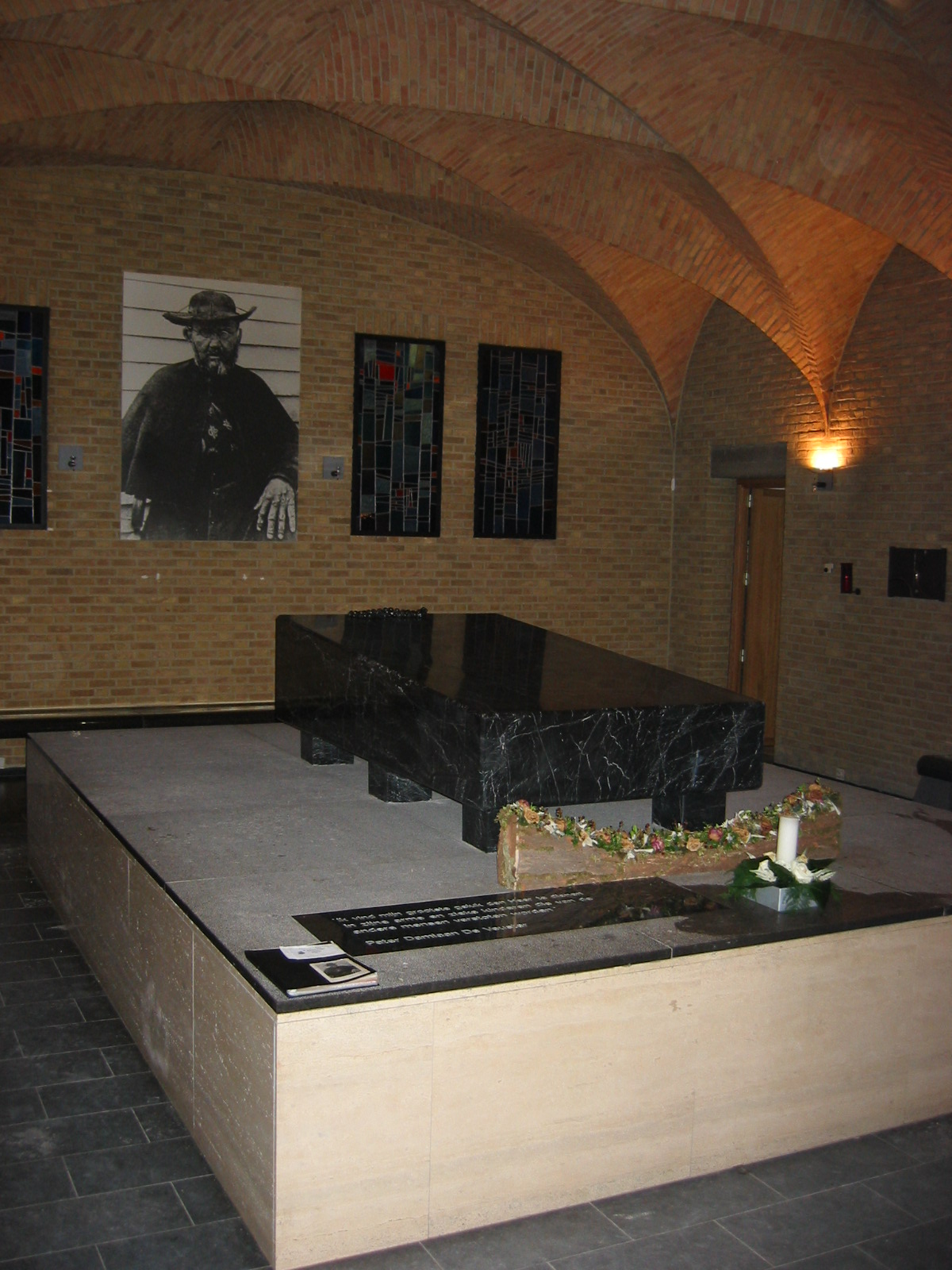
O túmulo de São Damião de Veuster na cripta da igreja da Congregação dos Sagrados Corações em Lovaina.

O instituto religioso iniciou uma nova missão que se tornaria sua realização marcante. Equipes de missionários se estabeleceram nas várias ilhas do Oceano Pacífico para disseminar o Evangelho, construir igrejas e conquistar novos fiéis.
A Congregação dos Sagrados Corações de Jesus e Maria foi particularmente bem-sucedida no Reino do Havaí. Eles estabeleceram o que hoje é a Diocese Católica Romana de Honolulu e construíram a Catedral de Nossa Senhora da Paz, a mais antiga catedral católica romana em uso contínuo nos Estados Unidos. Os seis primeiros bispos do Havaí, de 1833 a 1940, foram membros da Congregação dos Sagrados Corações de Jesus e Maria. Outras igrejas fundadas pelo instituto incluem a Igreja Católica São José, em Hilo, e a Igreja Católica Maria Lanakila, em Maui. A Academia dos Sagrados Corações (K-12, para meninas) e a Escola St. Patrick (ensino fundamental) no bairro de Kaimuki, em Honolulu, foram ambas fundadas pela ordem.

## Membros notáveis
- Pedro Coudrin
- São Damião de Veuster
- Bem-aventurado Eustáquio van Lieshout
- Henri Systermans
- Joseph Hendricks[3]
- Honoré Laval
- François Caret
- Étienne Jérôme Rouchouze
- Louis-Désiré Maigret
- Alexis Bachelot
- Florentin-Étienne Jaussen
- Auguste, irmão de São Damião